# プレイ・イット・アゲイン・サム
プレイ・イット・アゲイン・サム (Play It Again Sam) は、1983年にベルギー・ブリュッセルで設立されたインディペンデントレコードレーベルである。現在はPIASエンタテインメント・グループのレコードレーベル部門であるPIASレコーディングスの傘下レーベルとなっている。また、本社はイギリス・ロンドンに移されているが、フランス、ドイツ、ベルギー、オランダ、スペイン、そしてアメリカにもオフィスを構えており、ローカルアーティストを対象としたA&Rも行われている。

## 歴史
1983年にケニー・ゲイツ (Kenny Gates) とミシェル・ランボー (Michel Lambot) によってベルギーで設立される。レーベルの最初の作品として1984年にザ・レジェンダリー・ピンク・ドッツのEP『Faces in the Fire』をリリースし、その後も他の多数のアーティストの作品を矢継ぎ早にリリースした。
プレイ・イット・アゲイン・サムは初期はフロント242、ミート・ビート・マニフェスト、ザ・ヤング・ゴッズといったEBM・インダストリアルの作品のリリースで知られている。後にはニュー・ファスト・オートマティック・ダフォディルズ、ムース、ソウルワックス/2ManyDJ's、モグワイといったアーティストのリリースも行った。
2000年、レーベルは本社をブリュッセルからロンドンに移転し、PIASレコーディングス ([PIAS] Recordings) と改名する。
2011年1月10日、PIASレコーディングスは「プレイ・イット・アゲイン・サム」レーベルの再開を発表した。

## 現行アーティスト
- アグネス・オベル (Agnes Obel)
- アンディ・バロウズ (Andy Burrows)
- アーケイン・ルーツ (Arcane Roots)
- バルタザール (Balthazar)
- チャンプス (Champs)
- デウス (dEUS)
- ダイナソーJr. (Dinosaur Jr.)
- ドライヴ・バイ・トラッカーズ (Drive-By Truckers)
- エディターズ (Editors)
- ゴーストポエット (Ghostpoet)
- ハーパー・サイモン (Harper Simon)
- ザ・ジェザベルズ (The Jezabels)
- ザ・ジム・ジョーンズ・レビュー (The Jim Jones Revue)
- ジョーン・アズ・ポリス・ウーマン (Joan as Police Woman)
- リズ・グリーン (Liz Green)
- ロード・ヒューロン (Lord Huron)
- ルシウス (Lucius)
- メラニー・デ・ビアシオ (Melanie De Biasio)
- アザー・ライヴス (Other Lives)
- スミス&バロウズ (Smith & Burrows)
- ソープ&スキン (Soap&Skin)
- ソウルワックス (Soulwax)
- ヤング・ガンズ (Young Guns)

## 過去にリリースしたアーティスト
- デヴィッド・リンチ (David Lynch)
- デッド・カン・ダンス (Dead Can Dance)
- リトル・バーリー (Little Barrie)
- ザ・ペインズ・オブ・ビーイング・ピュア・アット・ハート (The Pains of Being Pure at Heart)
- プラシーボ (Placebo)
- テキサス (Texus)
- ズールー・ウインター (Zulu Winter)